# Луна (космічна програма)
«Луна́» — серія радянських автоматичних міжпланетних станцій для вивчення Місяця і космічного простору.
Запуск космічних кораблів радянської серії «Луна» проводився з 1958 по 1976, всі запуски (25 вдалих і 8 невдалих) здійснювалися з космодрому Байконур ракетами серії «Луна».
У 1977 програма була згорнута — скасовано 34-й запуск (з «Луноход-3» на борту).
Орієнтовна вартість програми «Луна» була близько 4,5 млрд доларів.

## Запуски
| Апарат   | Дата              | Програма | Примітки |
| -------- | ----------------- | --- | --- |
| Луна-1А  | 23 вересня 1958   | Досягнення поверхні Місяця | Втрачена через аварію ракети-носія |
| Луна-1B  | 11 жовтня 1958    | Досягнення поверхні Місяця | Втрачена через аварію ракети-носія |
| Луна-1С  | 4 грудня 1958     | Досягнення поверхні Місяця | Втрачена через аварію ракети-носія |
| Луна-1   | 2 січня 1959      | Досягнення станцією поверхні Місяця, вимірювання космічних променів, метеорних частинок, випромінювання Сонця, магнітного поля Землі і Сонця.                           | Не виконано лише досягнення поверхні (проліт на відстані 6000 км). Вперше досягнута друга космічна швидкість, відкритий сонячний вітер, зовнішній радіаційний пояс Землі, встановлено відсутність у Місяця регулярного магнітного поля, створена штучна комета (натрієва хмара) спостерігалася із Землі. |
| Луна-2А  | 18 червня 1959    | Досягнення поверхні Місяця | Втрачена через аварію ракети-носія |
| Луна-2   | 12 вересня 1959   | Досягнення поверхні Місяця | 14 вересня 1959 Станція «Луна-2» вперше в історії людства досягла поверхні Місяця |
| Луна-3   | 4 жовтня 1959     | Фотозйомка поверхні Місяця | 7 жовтня 1959 Станція «Луна-3» вперше в історії людства передала на Землю знімки зворотного боку |
| Луна-4A  | 15 квітня 1960    | Фотозйомка поверхні Місяця | Втрачена через аварію ракети-носія |
| Луна-4B  | 19 квітня 1960    | Фотозйомка поверхні Місяця | Втрачена через аварію ракети-носія |
| Луна-4С  | 4 січня 1963      | М'яка посадка на поверхню Місяця. | Виведена на проміжну орбіту навколо Землі, через аварію старт в бік місяця не відбувся |
| Луна-4D  | 3 лютого 1963     | М'яка посадка на поверхню Місяця. | Втрачена через аварію ракети-носія |
| Луна-4   | 2 квітня 1963     | М'яка посадка на поверхню Місяця. | Станція відхилилась від траєкторії, стала штучним супутником Сонця. |
| Луна-5   | 9 травня 1965     | М'яка посадка на поверхню Місяця. | Досягла поверхні Місяця, м'яку посадку здійснити не вдалось. |
| Луна-6   | 8 червня 1965     | М'яка посадка на поверхню Місяця. | Станція відхилилась від траєкторії, стала штучним супутником Сонця. |
| Луна-7   | 4 жовтня 1965     | М'яка посадка на поверхню Місяця. | Досягла поверхні Місяця, м'яку посадку здійснити не вдалось. |
| Луна-8   | 3 грудня 1965     | М'яка посадка на поверхню Місяця. | Досягла поверхні Місяця, м'яку посадку здійснити не вдалось. |
| Луна-9   | 31 січня 1966     | М'яка посадка на поверхню Місяця. | 3 лютого 1966 станція «Луна-9» вперше в історії людства здійснила м'яку посадку на поверхню Місяця. |
| Луна-10  | 31 березня 1966   | Станція була призначена для виходу на орбіту штучного супутника Місяця, проведення дослідження Місяця і навколомісячного простору.                                      | Програма польоту виконана повністю. |
| Луна-11  | 24 серпня 1966    | Станція була призначена для виходу на орбіту штучного супутника Місяця, проведення дослідження Місяця і навколомісячного простору, проведення зйомки місячної поверхні. | Через відмову частини наукової апаратури програма польоту виконана не повністю. |
| Луна-12  | 22 жовтня 1966    | Станція була призначена для виходу на орбіту штучного супутника Місяця, проведення дослідження Місяця і навколомісячного простору, проведення зйомки місячної поверхні. | Програма польоту виконана повністю. |
| Луна-13  | 21 грудня 1966    | Станція була призначена для здійснення м'якої посадки на поверхню Місяця, зйомка панорами місячної поверхні і проведення наукових досліджень.                           | Програма польоту виконана повністю. |
| Луна-14  | 7 квітня 1968     | Відпрацювання нового обладнання для зв'язку. | Виконана повністю. |
| Луна-15  | 13 липня 1969     | Доставка на Землю зразків місячного ґрунту. | М'яку посадку здійснити не вдалось, станція розбилася. |
| Луна-16  | 12 вересня 1970   | Доставка на Землю зразків місячного ґрунту. | 24 вересня 1970 на Землю доставлені зразки місячного ґрунту. |
| Луна-17  | 10 листопада 1970 | Доставка на Місяць самохідного апарата «Луноход-1». | 17 листопада 1970 на місячну поверхню доставлений самохідний апарат «Луноход-1» |
| Луна-18  | 2 вересня 1971    | Доставка на Землю зразків місячного ґрунту. | М'яку посадку здійснити не вдалось, станція розбилася. |
| Луна-19  | 28 вересня 1971   | Станція була призначена для виходу на орбіту штучного супутника Місяця, проведення досліджень Місяця і навколомісячного простору.                                       | Через відмову частини наукової апаратури програма польоту виконана не повністю. |
| Луна-20  | 14 лютого 1972    | Доставка на Землю зразків місячного ґрунту. | На Землю доставлені зразки місячного ґрунту. |
| Луна-21  | 8 січня 1973      | Доставка на Місяць самохідного апарата «Луноход-2». | На місячну поверхню доставлений самохідний апарат «Луноход-2» |
| Луна-22  | 29 травня 1974    | Станція була призначена для виходу на орбіту штучного супутника Місяця, проведення досліджень Місяця і навколомісячного простору.                                       | Програма польоту виконана повністю. |
| Луна-23  | 28 жовтня 1974    | Доставка на Землю зразків місячного ґрунту. | Доставку ґрунту здійснити не вдалось. |
| Луна-24А | 16 жовтня 1975    | Доставка на Землю зразків місячного ґрунту. | Втрачена через аварію ракети-носія. |
| Луна-24  | 9 серпня 1976     | Буріння місячної поверхні, доставка на Землю зразків місячного ґрунту.                                                                                                  | На Землю доставлені зразки місячного ґрунту. |

## Запуски, що не відбулися
| Апарат  | Дата | Програма                                            | Примітки           |
| ------- | ---- | --------------------------------------------------- | ------------------ |
| Луна-25 | 1977 | Доставка на Місяць самохідного апарата «Луноход-3». | Запуск відмінений. |